# 马积华
马积华（1933年—2002年），中华人民共和国翻译家、哲学家。

## 生平
1933年生于浙江鄞县。1954年留苏，1959年毕业于莫斯科大学哲学系。据其在复旦大学中文系的同窗郑异凡后来回忆，1954和1955年是派出留学生最多的两年。当时留苏考试班上共有四人被录取，除他以外还有马积华（莫斯科大学哲学系毕业后在上海社科院哲学所工作）、康群（进莫斯科大学哲学系学习，因社会关系问题被送回复旦中文系，后任《郑州晚报》总编辑），还一位姓曹的同学（后因身体原因被送回国）。
回国后曾任职于北京大学哲学系、上海第二医科大学马列主义教研室、上海社科院马列所；调入哲学所后任辩证唯物主义研究室副主任，党支部书记等职。1993年受聘为副研究员，1993年6月底退休。2002年11月病逝。 